# Leocomia collina
Leocomia collina är en insektsart som beskrevs av Myers 1928. Leocomia collina ingår i släktet Leocomia och familjen spottstritar. Inga underarter finns listade i Catalogue of Life.